# 直波碉楼
31°54′57″N 102°06′17″E / 31.91583°N 102.10472°E
直波碉楼位于中国四川省阿坝藏族羌族自治州马尔康县松岗镇直波村，1991年4月16日公佈為四川省第三批文物保護單位，2001年6月25日列為第五批全國重點文物保護單位。
碉楼建于清乾隆年间，有南北两座，相距约50米，均为石质，其平面外呈八角形，内呈圆形。南碉高29米，北碉高24.7米。其墙上设有嘹望孔。